# اوبونتو اج
اوبونتو اج (به انگلیسی: Ubuntu Edge) یک هدف (طرح مفهومی) از تلفن هوشمند بود که توسط شرکت کنونیکال ال‌تی‌دی، در تاریخ ۳۱ تیر ۱۳۹۲ شمسی ارائه گردید. شرکت کانونیکال به دنبال این بوده‌است که یک محصول با بودجهٔ مردمی با حضور ۴۰٬۰۰۰ اسپانسر از میان کاربران تولید کند و در این جریان از سایت ایندی‌گوگو کمک گرفت و به نوبه خود بزرگترین پروژه بودجهٔ مردمی را اجرا نمود. قرار بود که مبلغ ۳۲٬۰۰۰٬۰۰۰ دلار در عرض یک ماه در سراسر دنیا جمع‌آوری شود. محصول اوبونتو ادج قرار نبود که در همان اولین تولید خودش به یکی از بزرگترین و پر فروش‌ترین محصول دنیای فناوری اطلاعات بشود، بلکه قرار بود مانوری از قدرت تکنولوژی این شرکت باشد. هرچند که ادج نتوانست دوستان زیادی را فراخوان کند و فقط از مبلغ یاد شده ۱۲٬۸۰۹٬۹۰۶ دلار را جمع‌آوری کرد که همین موضوع باعث توفق کلید خوردن این محصول شد.
محصول ادج به عنوان یک محصول دو رگه طراحی شده بود و قرار بود به عنوان یک تلفن هوشمند فوق پیشرفته شناخته شود (با دو سیستم عامل اوبونتو تاچ و اندروید)، یا می‌توان اینطور گفت که اگر از موشواره یا صفحه‌کلید استفاده شود می‌تواند مانند یک رایانه رومیزی که روی آن اوبونتو نصب است، کار کند و به انجام پردازش‌های کاربر بپردازد. همچنین اوبونتو ادج طوری طراحی شده بود که Multi booting باشد و هم راستا با اندروید کار کند.